# Université de Gabès
L'université de Gabès (arabe : جامعة قابس) est une université publique tunisienne située à Gabès dans le sud du pays.
Elle est fondée par le décret du 4 août 2003 en vue de contribuer au développement de l'enseignement et de la recherche scientifique dans le Sud-Est (gouvernorats de Gabès, Médenine, Tataouine et Kébili). Elle est orientée principalement vers les technologies de l'information mais abrite aussi l'École nationale d'ingénieurs de Gabès.
Elle est classée par le U.S. News & World Report au 76e rang du classement régional 2016 des universités arabes.

## Institutions
Bien que l'université de Gabès ait été formée en 2003, elle regroupe plusieurs facultés et instituts rattachés auparavant à d'autres universités :

### Établissements sous tutelle

#### Faculté
- Faculté des sciences de Gabès, fondée en 1996

#### Écoles et instituts
- École nationale d'ingénieurs de Gabès, fondée en 1975
- Institut supérieur de sciences appliquées et de technologie de Gabès (ar), fondé en 1992
- Institut supérieur de gestion de Gabès (ar), fondé en 1998
- Institut supérieur des études technologiques de Djerba, fondé en 2000
- Institut supérieur des langues de Gabès (ar), fondé en 2000
- Institut supérieur des arts et métiers de Gabès (ar), fondé en 2001
- Institut supérieur d'informatique et de multimédia de Gabès (ar), fondé en 2002
- Institut supérieur des études juridiques de Gabès (ar), fondé en 2003
- Institut supérieur de biologie appliquée de Médenine (ar), fondé en 2004
- Institut supérieur des systèmes industriels de Gabès, fondé en 2005
- Institut supérieur des sciences et techniques des eaux de Gabès (ar), fondé en 2005
- Institut supérieur des études appliquées en humanités de Médenine (ar), fondé en 2005
- Institut supérieur d'informatique de Médenine (ar), fondé en 2006
- Institut supérieur des arts et métiers de Tataouine (ar), fondé en 2006

### Établissements en cotutelle
- Institut supérieur des sciences infirmières de Gabès (ar), fondé en 2006

### Institut de recherche
- Institut des régions arides de Médenine, fondé en 1976

## Campus
L'université de Gabès, comme la plupart des autres établissements de ce type en Tunisie, ne possède pas de campus central mais en possède trois pour chaque domaine d'étude :
- le campus Omar Ibn El Khattab, le plus important, est situé dans une partie au sud de la ville près d'Erriadh. À proximité se trouve le plus important complexe sportif de Gabès d'où l'on aperçoit les monts de Matmata. En effet, les deux établissements se trouvent près de la route de Matmata où beaucoup d'étudiants se rendent durant leurs week-ends ;
- le campus du centre-ville est situé au cœur de la ville et abrite le centre culturel universitaire ;
- le dernier se trouve à Médenine.